# Więzadła żółte

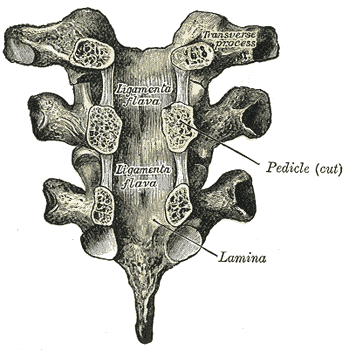
Widok z przodu na łuki kręgowe piersiowych kręgów człowieka

Więzadła żółte, więzadła międzyłukowe (łac. ligamenta flava l. poj.: ligamentum flavum) – parzyste więzadła krótkie kręgosłupa ssaków. Nazwa pochodzi od ich żółtawego koloru.
Więzadła te mają postać sprężystych błon. Zlokalizowane są w przestrzeniach międzyłukowych, kontaktując się od strony grzbietowej z mięśniami międzykolcowymi, a od brzusznej oddzielając jamę nadtwardówkową. Ich przyśrodkowe krawędzie zrastają się z więzadłem międzykolcowym, a boczne pełnią rolę wzmacniającą dla stawów pomiędzy wyrostkami stawowymi.
W części szyjnej zbudowane są z tkanki łącznej zwartej sprężystej, a u konia przybierają charakter włóknisty na odcinku piersiowo-lędźwiowym.
U człowieka tworzą tylną powierzchnię kanału kręgowego, zamykając szpary między łukami kręgów. Najwyższe z więzadeł żółtych położone są między dwoma najwyższymi kręgami szyjnymi, a najniższe – między kością krzyżową a najniższym kręgiem lędźwiowym.